# 완주고등학교
완주고등학교(完州高等學校)는 대한민국 전북특별자치도 완주군 봉동읍 장기리에 있는 사립 고등학교이다. 과거 도전! 골든벨 참가하지 않은 지역의 학교가 있었다.

## 학교 연혁
- 1980년 5월 : 학교법인 부림학원 설립 허가
- 1980년 5월 : 초대 김환규 이사장 취임
- 1980년 11월 : 완주고등학교 설립 인가(18학급)
- 1981년 3월 : 완주고등학교 개교
- 1981년 3월 : 초대 김진명 교장 취임
- 1986년 9월 : 별관 준공
- 1990년 2월 : 강당 준공
- 2004년 2월 : 도서관 준공
- 2024년 9월 : 제10대 김문주 교장 취임
- 2025년 2월 : 제42회 졸업 138명(졸업생 누계 11,043명)
- 2025년 3월 : 제45기 신입생 입학(139명)

## 참고 자료
- 완주고등학교 - 한국교육학술정보원 학교알리미